# Paris Foot Gay
Paris Foot Gay (zkráceně PFG) byl fotbalový klub v Paříži založený v prosinci 2003. Tým byl složen z heterosexuálních a homosexuálních fotbalistů a jeho cílem bylo omezit homofobii v amatérském i profesionální fotbalu ve Francii. Klub Paris Foot Gay sponzoroval bývalý profesionální fotbalista Vikash Dhorasoo (*1973).
Klub podporoval hráče, trenéry a další pracující ve fotbale, kteří by byli obtěžováni nebo vyloučeni z důvodu jejich sexuální orientace. Za spoluúčasti města Paříže organizoval na Parc des Princes turnaj proti všem formám diskriminace.
Snažil se rovněž přesvědčit profesionální fotbalové kluby, aby přistoupily k podpisu Charty proti homofobii. K jeho největším úspěchům patřily podpisy prvoligových klubů Paris Saint-Germain, AJ Auxerre, OGC Nice a AS Saint-Étienne. Nicméně ze čtyřiceti fotbalových klubů v 1. lize přistoupily k podpisu zatím jen čtyři.
Amatérský muslimský fotbalový klub Créteil Bébel odmítl 4. října 2009 odehrát utkání proti Paris Foot Gay. V dopise se omluvil, že vzhledem k praktikujícím muslimům nemohou na zápas nastoupit. Za toto byl klub fotbalovou komisí vyloučen ze soutěže. 7. září 2010 se Paris Foot Gay rozhodl stát se členem Národní rady pro etiku.

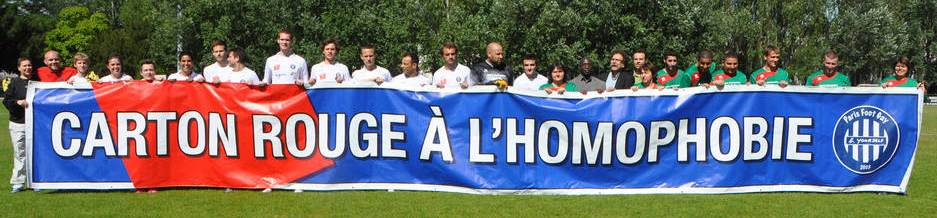
Klub na zápase v Montreuil